# クイーンズライク
クイーンズライク (Queensrÿche [ˈkwiːnzraɪk])は、アメリカ合衆国出身のプログレッシブ・メタル・バンド。
クイーンズライクは、アメリカ国内で600万枚、世界中で2000万枚のアルバムセールスを誇る、プログレッシブ・シーンで成功したバンドのひとつである。

## 来歴

### ザ・モブからクイーンズライクへ (1980年代初期)
少年期にベースを演奏していたマイケル・ウィルトン (Michael Wilton)は、ハイスクールに進むとギターに転向した。1970年代後半には、ハイスクールで出会い友人となったギタリストのクリス・デガーモ (Chris DeGarmo)とともに「Joker」というバンドを結成し、地元のショーやイベントで演奏するなどしていた。ハイスクール卒業後、クラシックやジャズなどを学ぶためにシアトルの音楽学校コーニッシュへと進んだマイケル・ウィルトンは、その2年の在学期間中にベーシストのエディ・ジャクソン (Eddie Jackson)、ドラマーのスコット・ロッケンフィールド (Scott Rockenfield)と出会い、1981年、それぞれ別のバンドに在籍していた4人が集結して「ザ・モブ (The Mob)」を結成した。
ザ・モブは、ジャムセッションなどをしながらボーカルを持たずに活動していたが、地元のバンドバトル・イベントに出場するためにシンガーを探すことを決意。当時地元で「Babylon」というバンドで活動していたジェフ・テイト (Geoff Tate)に助っ人を依頼し、イベントを乗り切った。しかしジェフ・テイトはその頃まだコピーバンドだったザ・モブに正式に加わることは拒否した。
1981年、デモをリリースすることを決めたザ・モブの4人は、オリジナル曲を作成し、4人で資金を出し合い、レコーディングスタジオを押さえレコーディングに入った。しかしその時もまだシンガーがいなかったため、バンドは再びジェフ・テイトに協力を依頼した。バンドは「Queen of the Reich」「Nightrider」「Blinded」「The Lady Wore Black」の4曲をレコーディング。ジェフ・テイトは、そのときまだ詩のなかった「The Lady Wore Black」の作詞も担当した。しかし当時、「Myth」という自分のバンドで活動していたジェフ・テイトには、このときもやはりザ・モブに正式加入する意思はなかった。
地元のレコードショップ「Easy Street Records」のオーナーであったキム・ハリス、ダイアナ・ハリス夫妻が、そのデモを『ケラング!』誌に送ったところ非常に高く評価され、夫妻が立ち上げたレーベル「206 Records」からそのデモをEPとしてリリースすることになった。このとき、ザ・モブというバンド名が権利の関係で使用できないことがわかったため、バンドはクリス・デガーモのペンによるEPのオープニング曲「Queen Of The Reich」にちなみ、バンド名をクイーンズライクとした。1983年にリリースされたEPは、アメリカのバンドでありながらアイアン・メイデンなどイギリスやヨーロッパのバンドに通じるものを感じさせるその音楽性が評判となり、イギリスやヨーロッパをはじめ世界的に賞賛を持って迎えられ、そしてその後バンドは「EMI」との契約をつかんだ。またこうした成功の中ジェフ・テイトはクイーンズライクに正式に加入することを決心し、ここでついにその後長く続くラインナップが完成されることとなった。
同年、EPは「EMI」から再リリースされ、ビルボード最高81位を記録した。

### 『ザ・ウォーニング (警告)』『炎の伝説』 (1984年-1987年)
EPリリース後のツアー終了後、クイーンズライクはロンドンで最初のフル・アルバムのレコーディングに入った。プロデューサーにピンク・フロイドやジューダス・プリーストとの仕事で知られるジェームス・ガスリー (James Guthrie)をむかえ、1984年、1作目のオリジナル・アルバムとなる『ザ・ウォーニング (警告)』をリリース。EPよりさらにプログレッシブ要素を強めたそのアルバムでは、シングルカット前に「Take Hold of the Flame」がアメリカ以外の地域、特に日本でヒットを記録した。1986年にリリースされた2作目のオリジナル・アルバム『炎の伝説(Rage for Order)』では、さらにさまざまな音楽的要素を内包した複雑で洗練されたプログレッシブ・サウンドを確立。いずれも商業的にも中程度の成功を収めた。

### 『オペレーション：マインドクライム』『エンパイア』『約束の地 - プロミスト・ランド -』 (1988年-1996年)
1988年、3作目のオリジナル・アルバムとなる『オペレーション：マインドクライム』をリリース。レーガン政権末期、経済政策の影響による深刻な貧富格差の拡大、麻薬犯罪の増加やイラン・コントラ事件などによる政府への不信・不満が広がる当時のアメリカ社会を背景として、社会への幻滅と洗脳によってアンダーグラウンドの反権力組織で腐敗した指導者の暗殺者となった麻薬中毒者ニッキーを主人公に、パメラ・ムーア (Pamela moore)演じるシスター・メアリーへの愛を絡めながら展開するストーリーを、完成度の高い楽曲と効果的に配されたSEやオーケストレーションで描いたこのロック・オペラ的なコンセプト・アルバムは大ヒットを記録、ゴールドを獲得するなどクイーンズライクにとって最初の商業的成功となった。シングルもヒットし、「Eyes Of A Stranger」はビルボード35位を記録。「I Don't Believe In Love」は1990年グラミー賞ベスト・メタル・パフォーマンスにノミネートされた。
1990年、4作目のオリジナル・アルバムとなる『エンパイア』をリリース。これまで同様、銃規制など社会的意識の高い作品ながら、よりシンプルで洗練されたサウンドとなり、アルバムは全米で300万枚を売り上げビルボード最高7位を記録、シングル「Silent Lucidity」はバンド初のシングルTOP10ヒットとなるなど、さらなる大きな商業的成功を収めた。またそれにより過去のアルバムも再び注目され、『ザ・ウォーニング (警告)』『炎の伝説』はゴールドを、『オペレーション：マインドクライム』はプラチナムを獲得した。
しかしその成功の裏で、ジェフ・テイトは燃え尽き症候群になり、また私生活上の問題も抱え、困難に直面していた。次第に「これ以上ハードロック、ヘヴィメタルの曲は歌いたくない」「次のアルバムが自分のクイーンズライクでの最後のアルバムになる」といった発言や、クリス・デガーモらメンバーに対する暴言や暴力的な振る舞いがあらわれはじめ、バンド内のバランスや人間関係が崩れ始めてしまう。
1994年、5作目のオリジナル・アルバムとなる『約束の地 - プロミスト・ランド -』をリリース。この作品では初めてジェフ･テイトのサックスが導入された。内容は重苦しくパーソナルなものになり、深みのある成熟したサウンドとなった『約束の地 - プロミスト・ランド -』は、ビルボード3位を記録。4ヶ月でゴールド、最終的にはプラチナムを獲得したものの、前作ほどの成功を得るにはいたらなかった。当時はグランジ、オルタナティヴ・ロックの隆盛によってハードロックやヘヴィメタルなど既存の音楽スタイルが急速に支持を失った時期でもあり、そうした風潮もまた追い討ちをかける形となった。

### クリス・デガーモ脱退とバンドの変遷 (1997年-2002年)

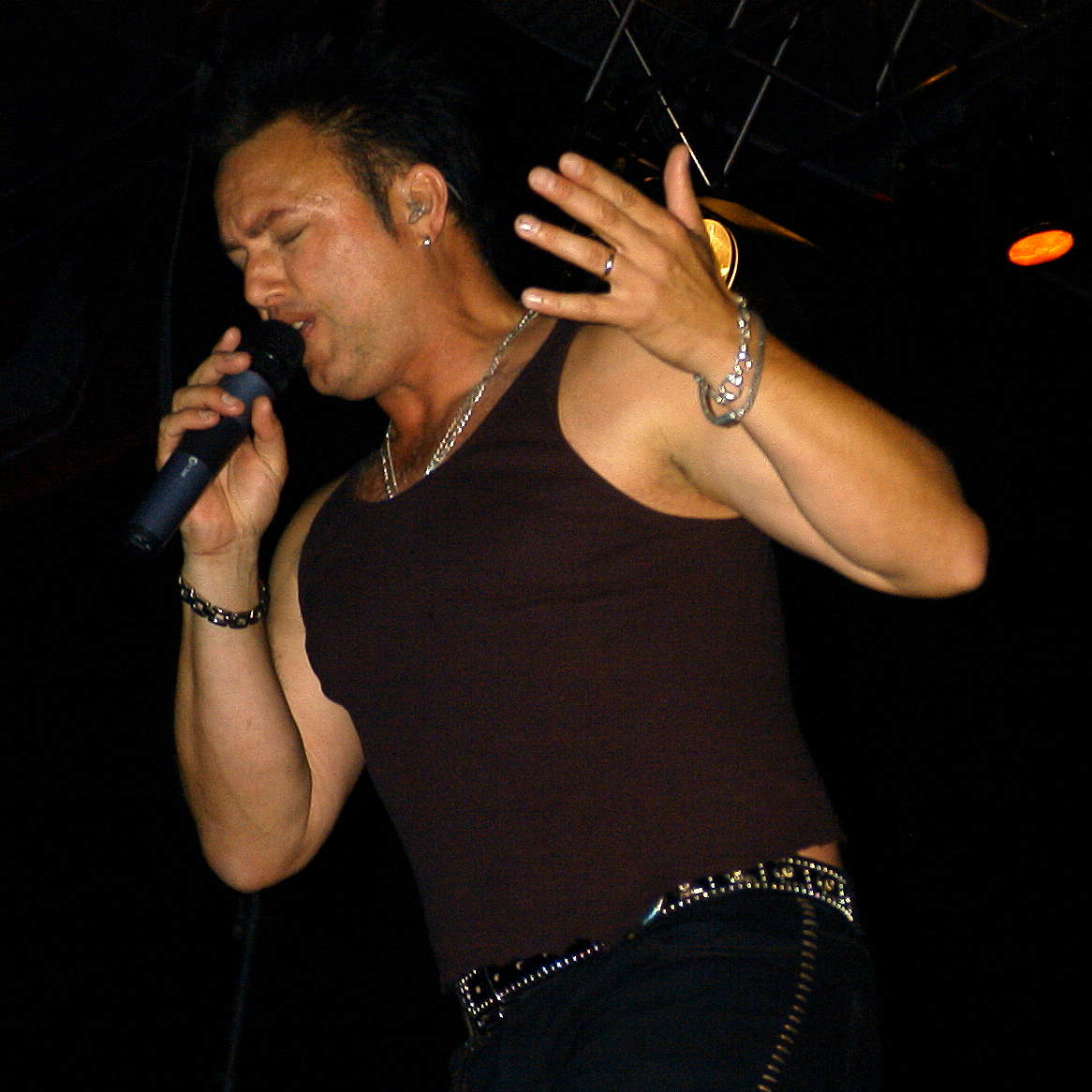
2004年ツアー時のジェフ・テイト

『約束の地 - プロミスト・ランド -』リリースにともなうツアー終了後、ジェフ・テイトは引き続きクイーンズライクに残ることを決め、バンドは次のアルバムの制作に入った。しかしジェフ・テイトのバンドに対する態度の悪化などの問題によるバンド内の緊張やバンドを取り巻く環境の変化によってそれまでのような創作のチームワークやバンドのダイナミクスは失われていってしまった。バンドはジェフ・テイトの抱える問題や状況などに配慮し、メンバーが作ったたくさんの楽曲をジェフ・テイトに提示し、彼が興味を持ったものを仕上げるという形で楽曲制作をすすめるようになっていった。
1997年、6thアルバム『ヒア・イン・ザ・ナウ・フロンティア』をリリース。これまでとは打って変わったシンプルでコンパクトにまとめられた楽曲と、折からのグランジ、オルタナティブ・ロック・ムーブメントの中モダンなエッセンスを取り入れることを意識し生々しくラフなサウンドプロダクションで仕上げられたこのアルバムは、ビルボード初登場19位を記録するも、すぐにチャートから姿を消してしまう。アルバムリリースに伴うツアーでは、アルバムセールスの不振に加えさらに大きな問題に見舞われることとなった。ジェフ・テイトの重病によってバンドとしてはじめてツアー日程をキャンセルすることを余儀なくされ、さらに同時期に長く所属してきたレーベル「EMI America」が破綻、そのためバンドは残り2ヶ月のツアー日程を自費で乗り切らなくてはならなかった。
そしてこのツアー終了後、すでにバンド内では最小限のコミュニケーションしかとらないようになっていたクリス・デガーモは、バンドを去る決心をしたことをメンバーに告げた。
クリス・デガーモ脱退に伴い、バンドは「Rage For Order」ツアー以降「Q Prime」と結んでいたマネジメント契約を失うこととなった。クリス・デガーモは脱退後、プロのビジネスジェット・パイロットになった。
新たにRushなどのマネジメントをつとめるレイ・ダニエルズ (Ray Daniels)とマネジメント契約を結び、ジェフ・テイトの「Myth」時代のバンドメイトであり、クイーンズライクのメンバーとも旧知だったケリー・グレイ (Kelly Gray)を新たなギタリストに迎えたバンドは、1999年、「アトランティック・レコード」から7thアルバム『Q2K』をリリース。前作での実験の継承だとジェフ・テイトが表現したとおり、『Q2K』は『ヒア・イン・ザ・ナウ・フロンティア』の流れを汲むものとなった。
アルバム・リリースにともなう長いツアー終了後の2002年、バンドは薬物乱用やその他個人的な問題を理由にケリー・グレイを解雇。ケリー・グレイの後任には、以前ジェフ・テイトのソロ・アルバムに参加したマイク・ストーン (Mike Stone)が選ばれた。また、レイ・ダニエルズを信頼していなかったジェフ・テイトの意向により彼とのバンドのマネジメント契約を解除し、彼の妻スーザン・テイトがアシスタントを務めていたラース・ソレンセンと新たにバンドのマネジメント契約を結んだ。

### 『トライブ』 (2003年)
2003年、アルバム制作のためにスタジオに入ったバンドは、クリス・デガーモをレコーディングセッションに誘い、その後、バンドからクリス・デガーモが再びバンドに復帰したと発表された。クリス・デガーモはいくつかの曲の作曲やレコーディングに関わったり、ジェフ・テイトのボーカル・セッションに参加しボーカル・ハーモニーのアイデアを作るなどしていたが、ジェフ・テイトの彼に対する態度は終始いいものではなく、結局その後、クリス・デガーモは再びバンドを離れていった。そして6月、バンドはサンクチュアリ・レコードから8thアルバム『トライブ』をリリース。アルバム・リリース後のツアーでは、マイケル・ウィルトンがリードギターで、マイク・ストーンはセカンドギタリストとして参加した。
この年の6月から、クイーンズライクはドリーム・シアターとのダブル・ヘッドライナー・ツアーを開始。プログレッシブ・メタルの両巨頭の競演というスペシャルなこのツアーの様子は、2004年にThe Art Of LiveとしてCDおよびDVDでリリースされた。しかしこのツアーに関連して後の2006年、ジェフ・テイトが、このツアーのときまでドリーム・シアターの音楽を聞いたことがなかった、などドリーム・シアターやそのドラマーだったマイク・ポートノイ (Mike Portnoy)を批判するような発言を繰り返したことでジェフ・テイトとマイク・ポートノイとの二者間で諍いとなった。
ツアー終了後、ジェフ・テイトの意向によりラース・ソレンセンとのバンドのマネジメント契約は解除され、以降、スーザン・テイトがバンドのマネージャーを務めることとなった。

### 『オペレーション：マインドクライムII』 (2004年-2006年)

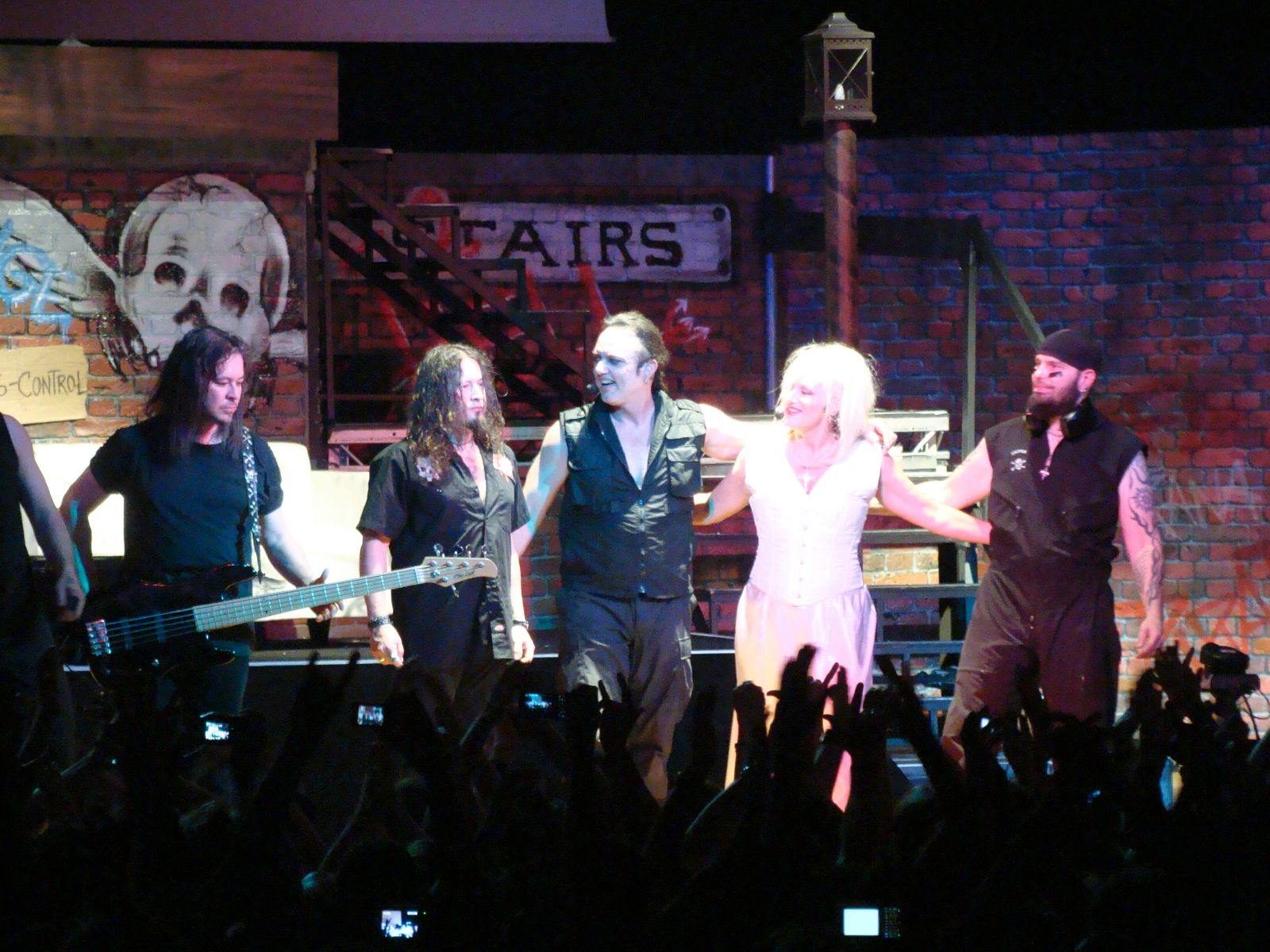
2008年ツアー時のエディ・ジャクソン、マイケル・ウィルトン、ジェフ・テイト、パメラ・ムーア、マイク・ストーン(左より)

2004年、同年秋から翌2005年冬にかけてのツアーの中で『オペレーション：マインドクライム』を再び演奏すること、そしてその続編のリリースを計画していることが発表された。
スーザン・テイトからはじめて『オペレーション：マインドクライムII』制作のアイデアを提示されたとき、マイケル・ウィルトンやエディ・ジャクソン、スコット・ロッケンフィールドらは非常にためらい、『オペレーション：マインドクライム』の価値を損ないかねないとして続編の制作に賛同しなかった。しかしジェフ・テイトとスーザン・テイトはプロデューサーのジェイソン・スレーター (Jason Slater)を雇用し、完全なジェフ・テイトのコントロールの下でのアルバム制作に入った。バンドはジェフ・テイト側に楽曲のアイデアなどを提示したが、特にマイケル・ウィルトンはアルバム制作への関与から外され、彼らはごく一部の楽曲にクレジットされるにとどまった。
ツアーではファンの関心を煽るべく、短いグレイテスト・ヒッツ・セットに続き、『オペレーション：マインドクライム』のビデオや同アルバムでシスター・メアリー役を務めたパメラ・ムーアとの競演を交えた『オペレーション：マインドクライム』の再演、そしてセット終演後のアンコールではPAを通じて『オペレーション：マインドクライムII』に収録される「Hostage」のデモ・ヴァージョンが流された。
2006年、9thアルバム『オペレーション：マインドクライムII』をリリース。悪役ドクターX役にロニー・ジェイムス・ディオ (Ronnie James Dio)を迎えたこのアルバムは、ビルボード初登場14位を記録。前作『オペレーション：マインドクライム』のセールスには遠く及ばないものの、1997年以降のクイーンズライクのアルバムとしては久々の高順位となった。アルバム・リリース後のツアーにはシスター・メアリー役のパメラ・ムーアも参加。カリフォルニア州ユニバーサルシティのギブソン・アンフィシアターでの公演ではロニー・ジェイムス・ディオも登場し、その模様は2007年リリースのDVD『オペレーション：マインドクライムI&II - コンプリート・ライヴ』にエクストラ・トラックとして収録された。
2007年8月、ベスト・アルバム『Sign Of The Times: The Best of Queensrÿche』をリリース。このベスト・アルバムのスペシャル・コレクターズエディションには、多くのデモ音源とともに、クリス・デガーモのギターをフィーチャーした新曲「Justified」が収録された。11月にはクイーン、U2、ポリス、ブラック・サバス、ピーター・ガブリエル、ピンク・フロイドなどのカバーを収録したカバー・アルバム『テイク・カヴァー』をリリースした。
2009年2月、マイク・ストーンがクイーンズライクを離れたことが発表された。

### 『アメリカン・ソルジャー』『デディケイティッド・トゥー・ケイオス』 (2007年-2011年)

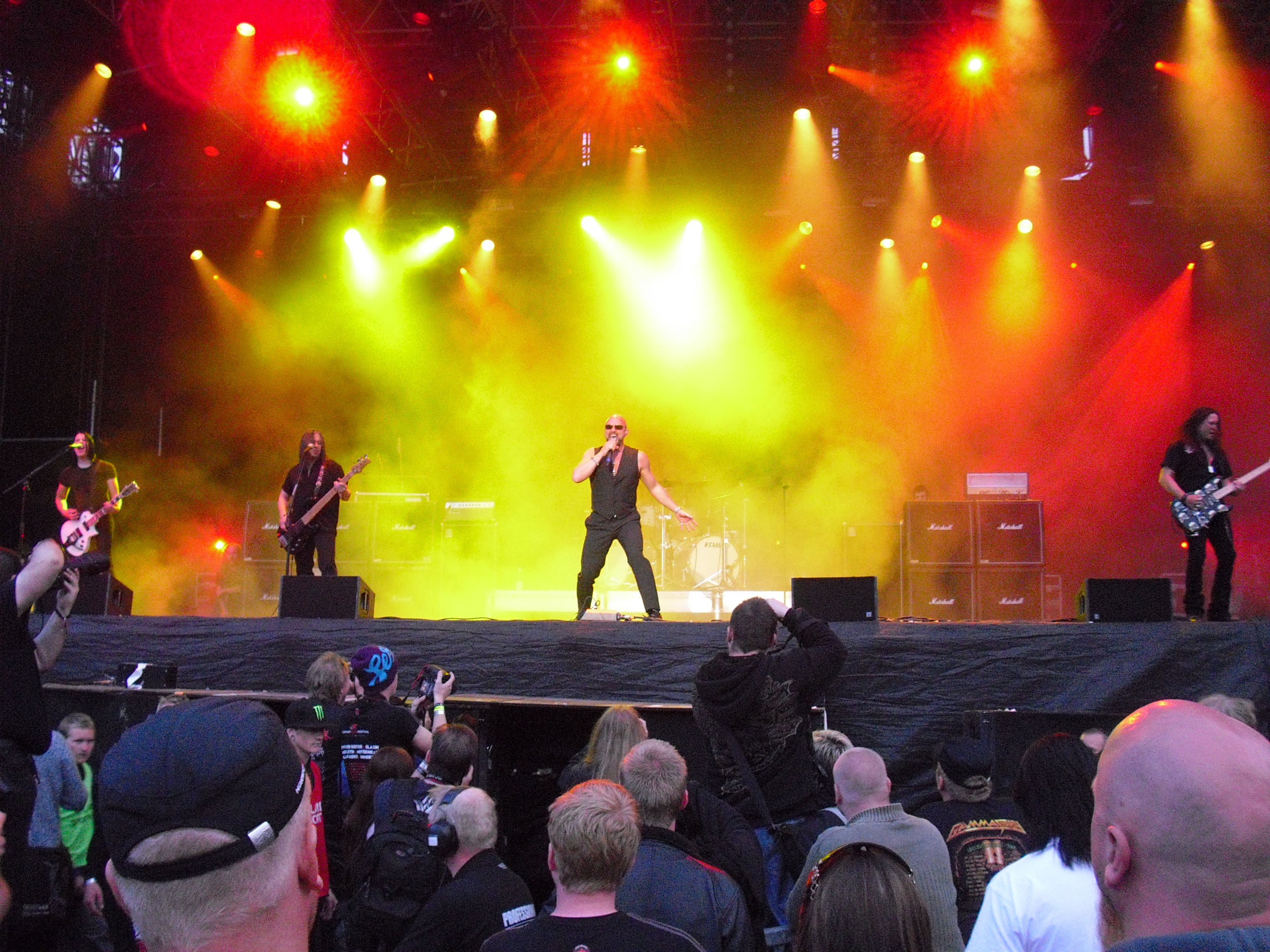
2010年ノルウェー・ロック・フェスティバルでのクイーンズライク

2007年、クイーンズライクは第二次世界大戦から現代の、特にイラク戦争にいたるアメリカの戦争をその最前線の目線からとらえた、通算10作目のオリジナルアルバムとなるコンセプト・アルバム『アメリカン・ソルジャー』をリリースした。アルバム制作では、ふたたびジェフ・テイトとスーザン・テイトはジェイソン・スレーターをプロデューサーに雇い、前作同様ジェフ・テイトのコントロールの下、A&Rの人間と曲を選び、それに彼が詩を書き、制作が進められた。このアルバムではリードギター、リズムギターなどすべてのギターパートをマイケル・ウィルトンが担当しているが、彼やエディ・ジャクソンらは楽曲制作へはこのときも満足に関与できなかった。マイケル・ウィルトンによれば、彼らの多くは従軍経験者を身近に持ち、そうした背景からこうしたテーマについてはそれぞれが想いを持っており、だからジェフ・テイトがこのテーマにおいてさえ他のメンバーのアイデアに関心を持たず独断でアルバム制作を行ったことは非常な衝撃だったという。またセールス面では、『アメリカン・ソルジャー』は前作『オペレーション：マインドクライムII』の半分にも満たなかった。
アルバム・リリースに伴うツアーでは、ジェフ・テイトのソロツアーでギターを担当し、当時ジェフ・テイトの継娘ミランダとも親しかったパーカー・ラングレン (Parker Lundgren)がツアーギタリストに選ばれた。
その後、マイケル・ウィルトンやスコット・ロッケンフィールドらバンドは曲作りに入った。バンドはいくつかのデモも制作していたが、ある日突然、事前連絡なしにジェフ・テイトが再び外部の人間とアルバム制作をはじめたため、デモはお蔵入りとなった。2011年、ロードランナー/Loud & Proud Recordsから11作目のオリジナル・アルバムとなる『デディケイティッド・トゥー・ケイオス』をリリース。それまでのクイーンズライクのサウンドから大きく様変わりした、強調されたリズムと最小限のギターによって構成されたDedicated To Chaosは、クイーンズライクにとって過去最低のセールスを記録した。

### ジェフ・テイトとクイーンズライクの分裂 (2012年-2014年)

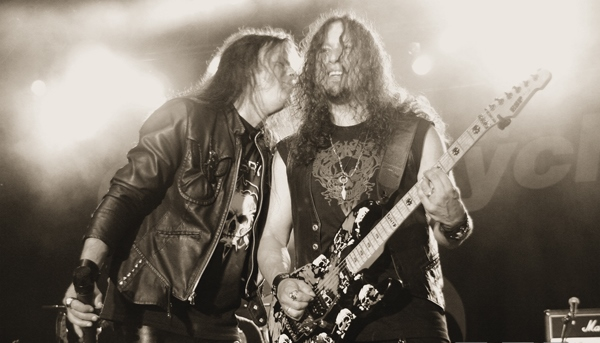
2012年ハーフウェイ・ジャムのトッド・ラ・トゥーレとマイケル・ウィルトン

2012年4月12日に行われたバンド・ミーティング (ジェフ・テイトは不参加)において、業務が適正に行われていないことからバンドはファンクラブの管理・運営を行っていたジェフ・テイトの継娘ミランダ・テイトおよびバンドのマネージャーであるジェフ・テイトの妻スーザン・テイトを解雇した。2012年4月14日、ブラジルサンパウロでのライブのサウンドチェックの前、ジェフ・テイトは彼の家族の解雇について、他のメンバーと口論していた。そして激昂したジェフ・テイトはドラムキットを投げつけるなどの暴力的行為をおこなったあげく、ライブの最中ステージ上でマイケル・ウィルトンやスコット・ロッケンフィールドらにつばを吐きかけるという行為に及んだ。これにより、もうこれ以上ジェフ・テイトとともに活動を継続することはできないと判断したバンドは、6月にミーティングを行い、ジェフ・テイトをクイーンズライクから追放し、新たなリード・シンガーを探すことを決めた。
ジェフ・テイトが彼のソロ・アルバム『Kings & Thirves』制作を行っている間、バンドはその当時クリムゾン・グローリーのフロントマンだったトッド・ラ・トゥーレ (Todd La Torre)をボーカルに迎え、EP『クイーンズライチ』からアルバム『エンパイア』までのクイーンズライクの初期の楽曲を演奏するサイドプロジェクト「Rising West」を始動。先行して公開された、クイーンズライク初期の代表曲をトッド・ラ・トゥーレが歌う約7分の動画はまさに初期クイーンズライクを髣髴とさせるもので、彼らの最初のライブが6月8日、9日にシアトルのハードロックカフェで開催されることが発表されるや、チケットは48時間でソールドアウトになった。
そして6月20日、バンドを代表してスコット・ロッケンフィールドから、ジェフ・テイトを解雇すること、またトッド・ラ・トゥーレを後任に迎え、クイーンズライクとして活動を続けることが正式に発表された。パーカー・ラングレンも、これまでは雇われメンバーという扱いで曲作りへの関与も認められず、バンドの分裂についても裁判文書が公開されてはじめて何が起こっているのかを知ったというほどだったが、ここで正式にバンドの一員となった。またバンドは新たにセンチュリー・メディア・レコードと契約することが決まった。
こうした動きに対しジェフ・テイトとその妻スーザン・テイトは6月12日、不当にバンドを解雇されたとしてバンドを告訴、また同時にバンド名の使用差し止めを要請した。バンド側もこれに反訴したが、キング郡上級裁判所(King County Superior Court)は翌日13日、11月の結審までは双方がクイーンズライクの名称を使用することを認める判断を下した。
双方のバンド名の権利をめぐる争いが続く中、バンド側は2012年12月から2013年4月までの間、アメリカ、カナダを始め各地をめぐる、EPから『エンパイア』までの初期の代表曲をセットリストとした「Return To The History」ツアーを実施。またアルバム制作では初期のサウンドを取り戻すため、共同プロデューサーには『オペレーション：マインドクライム』や『エンパイア』のミックスを手がけ、『約束の地 - プロミスト・ランド -』の共同プロデューサーでもある盟友ジェームズ・ジンボ・バートン (James "Jimbo" Barton)を迎えることにした。メンバー全員が曲作りやアルバム制作に関与し完成された通算12作目、セルフ・タイトルとなるアルバム『クイーンズライク』は2013年6月にリリースされ、ビルボード23位を獲得した。
ジェフ・テイト側もこの間に、外部ソングライターや著名ミュージシャンを起用しクイーンズライク名義で4月にアルバム『フリークエンシー・アンノウン』を発表、『オペレーション：マインドクライム』25周年ツアーなどを行った。
2013年9月3日、ジェフ・テイト側からの要望により裁判の日程が1月27日に延期された事が公表された。その後もたびたび裁判日程が延長されたものの、バンドとジェフ・テイト側の間で調停協議がすすめられ、そして2014年4月17日、ようやく和解に達した。
2014年4月28日、和解は友好的に決着したこと、バンド側がクイーンズライクであること、そしてバンド側は過去のすべてのクイーンズライクの楽曲を演奏できることはもちろん、今後も引き続きクイーンズライクとして作品を発表することが認められ、一方ジェフ・テイトは今後2年間については「元クイーンズライク」「前クイーンズライク・シンガー」などの呼称を、自身の名前の半分以下のサイズでクイーンズライクの名称を記載することなど一定条件の下で使用できるが2年経過後はクイーンズライクの名称を使用できなくなること、2014年8月31日まで彼のクイーンズライクとしての最後のツアーを行い、それ以降は『オペレーション：マインドクライム』および『オペレーション：マインドクライムII』の2枚のアルバムについてのみ演奏できること、などがバンド側およびジェフ・テイト側からそれぞれ正式に発表された。（この合意の中の『オペレーション：マインドクライム』『オペレーション：マインドクライムII』両作品に関する部分について、当初「両作品の楽曲を演奏する権利をジェフ・テイトが独占的に持つ」という内容であるとの誤解が一部に生じたが、これは誤りで、クイーンズライクは当然この両作品を含めたすべてのクイーンズライクの楽曲を演奏する権利を有している。）

### 『コンディション・ヒューマン』 (2015年-2016年)

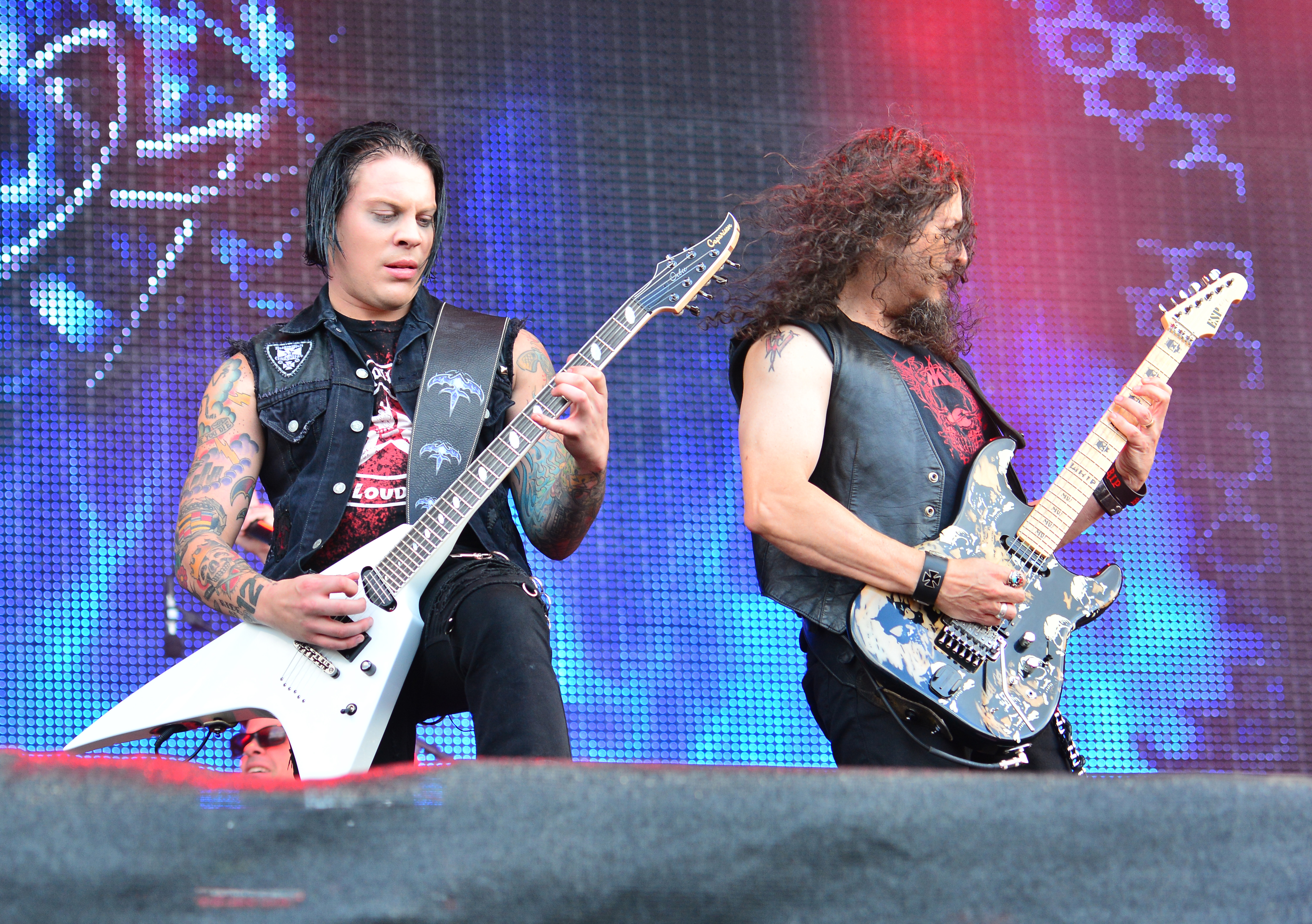
2015年ヴァッケン・オープン・エアのパーカー・ラングレンとマイケル・ウィルトン

2014年11月、クイーンズライクは「Building The Empire」というスローガンのもと、PledgeMusicを通じた新しいアルバムの予約販売キャンペーンを開始した。その中ではアルバムの予約購入の他、アメリカ証券取引委員会の要件を満たした資格者が一口$50,000でバンドの会社であるQueensrÿche Holdings, LLCに出資できる機会が設けられるなど新たな試みも行われた。
曲作りは順調に進められ、2015年3月にはスタジオでのアルバム制作作業を開始。またこの際、これまでシャドウズ・フォールやソウルフライ、ヘイトブリードなどを手掛けてきたゼウスが新たなプロデューサーに決定したことがあわせて発表された。
8月のヴァッケン・オープン・エア 2015出演などライブを重ねながらアルバム制作は続けられ、10月2日、通算13作目のオリジナル・アルバムとなる『コンディション・ヒューマン』をリリース。リリース1週目に13,798ユニットを出荷、ビルボードTOP200チャート27位、ハードロックチャート4位、トップロックアルバムチャート5位、トップアルバムチャート15位を記録した。

### 『評決』 (2017年-現在)
アーマード・セイントとミッドナイト・エターナルをサポートに迎えたヘッドライン・ツアーなど『コンディション・ヒューマン』リリースに伴うツアーを行っていたバンドは、2017年3月、スコット・ロッケンフィールドに息子が誕生したことを発表。同時に、スコット・ロッケンフィールドが息子と多くの時間を過ごすためにツアーから一時離脱し休暇に入ること、2017年4月1日から元キャメロットのケイシー・グリロ (Casey Grillo)をツアードラマーに迎えることを発表した。
ツアーを行いながら曲作りを進めていたバンドは、前作同様、ゼウスをプロデューサーに迎え2017年10月からスタジオでの作業を開始。ただ、ツアーを休暇中のスコット・ロッケンフィールドがスケジュールなどの関係上アルバム制作に参加不可能だったため、ドラムはすべて、元々ドラマーでもあるトッド・ラ・トゥーレが兼任することとなった。
2019年3月、通算14作目のオリジナル・アルバムとなる『評決』をリリースし、同時にフェイツ・ウォーニングをスペシャルゲストに迎えたUSツアーをスタートした。
それまでの長いツアーの中で目にした世界の不均衡や闇など様々なものを歌詞に反映し、「これまでのクイーンズライクのアルバムの中で最もメタルでプログレッシブなアルバムになった」とマイケル・ウィルトンが語った『評決』は、ビルボードTOPアルバムセールスチャート16位、ドイツのアルバムTOP100チャート6位など、各地で好リアクションを記録した。
2021年1月に、育児休暇を2017年から取っていたスコットが、翌年2018年に実質上バンドから解雇されていたことを不服として、マイケルとエディを提訴すると発表した。
2022年10月にトッド加入後4作目で通算15作目となる約3年半振りのアルバム、『デジタル・ノイズ・アライアンス』を発表。ドラマーはケイシー・グリロが正式加入。パーカー・ラングレンが脱退し後任にはマイク・ストーンが約13年振りに復帰した。

## メンバー

### 現ラインナップ
- トッド・ラ・トゥーレ (Todd La Torre) - ボーカル (2012年-現在)、ドラム (2018年レコーディング)
- マイケル・ウィルトン (Michael Wilton) - ギター (1982年-現在)、バッキング・ボーカル (1982年-1998年)
- マイク・ストーン (Mike Stone) - ギター、バッキング・ボーカル (2003年-2008年、2021年-現在)
- エディ・ジャクソン (Eddie Jackson) - ベース、バッキング・ボーカル (1982年-現在)
- ケイシー・グリロ (Casey Grillo) - ドラム (2020年-現在; ツアー、2017年-2020年)

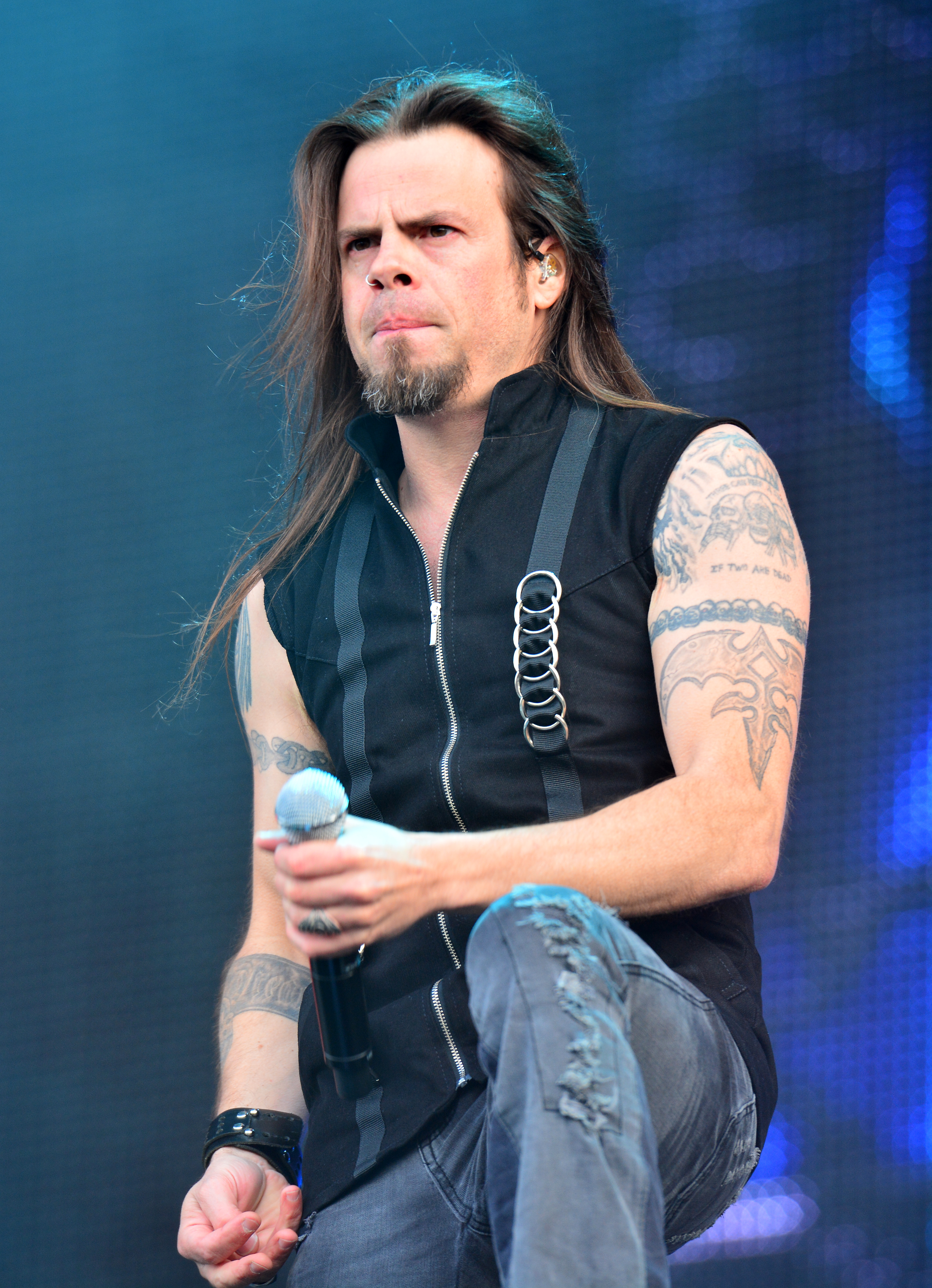
トッド・ラ・トゥーレ(Vo) 2015年
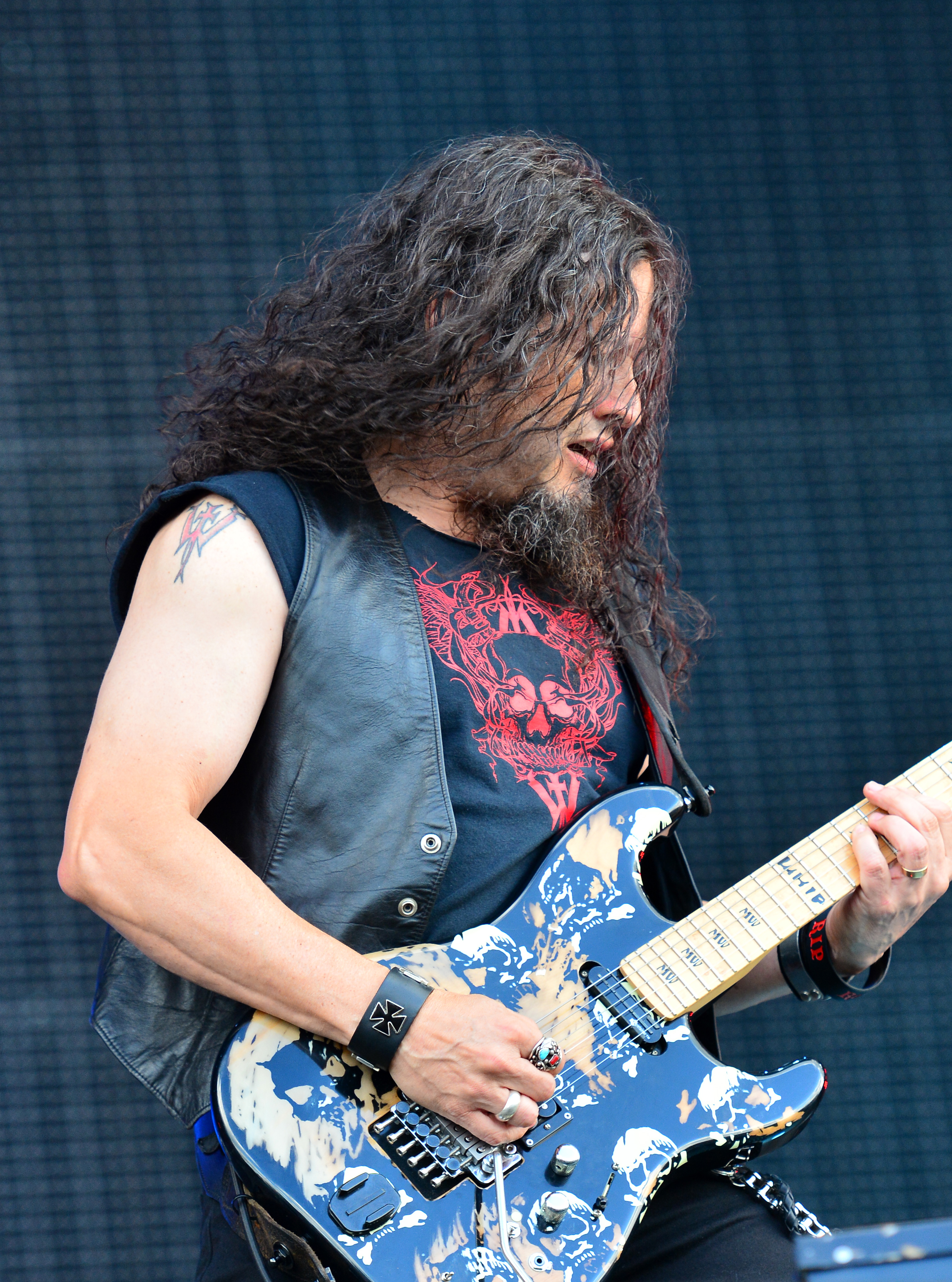
マイケル・ウィルトン(G) 2015年
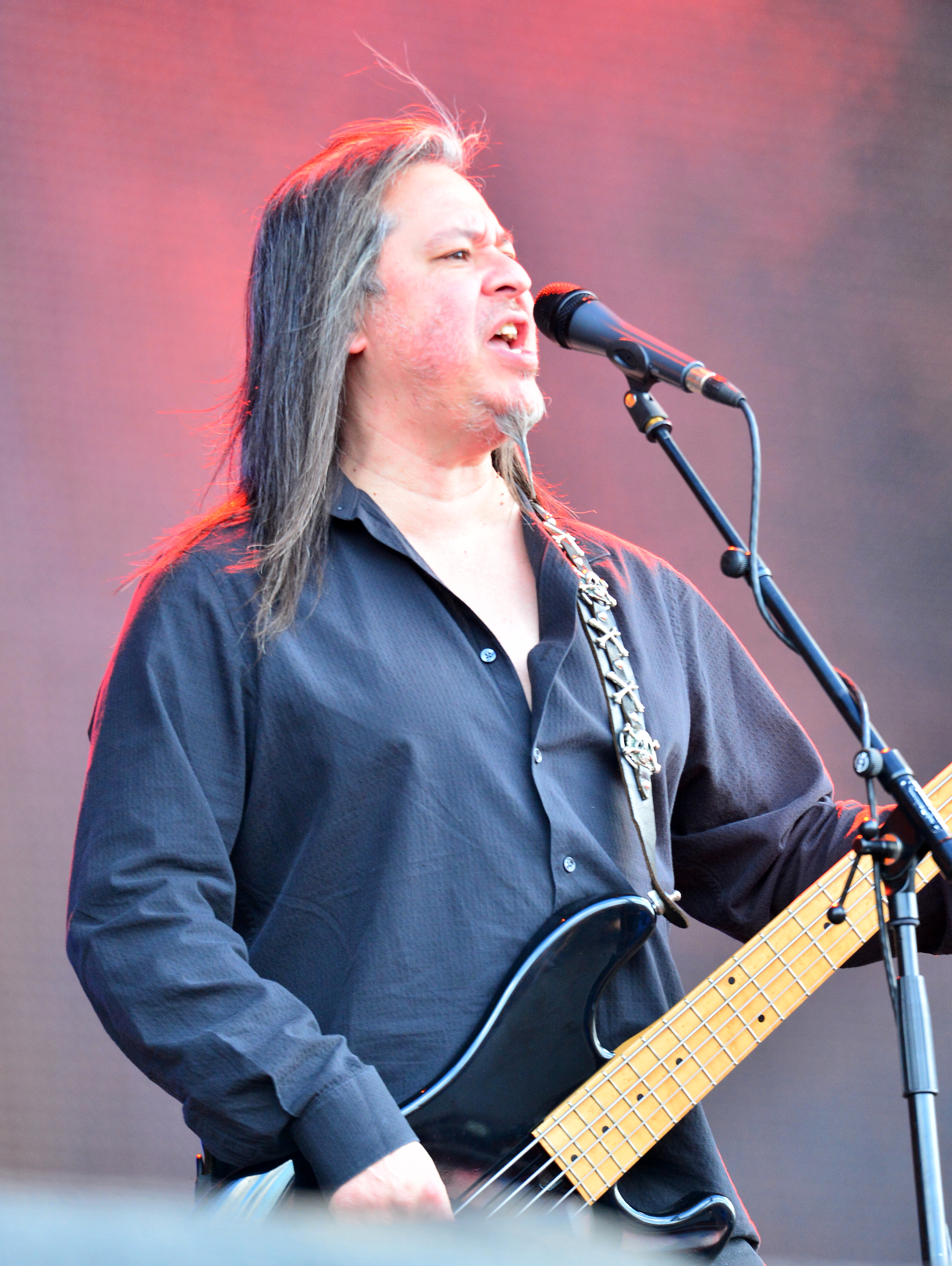
エディ・ジャクソン(B) 2015年

### 旧メンバー
- クリス・デガーモ (Chris DeGarmo) - ギター、バッキング・ボーカル (1982年-1997年、2003年)
- ジェフ・テイト (Geoff Tate) - ボーカル、キーボード、サックス (1982年-2012年)
- ケリー・グレイ (Kelly Gray) - ギター、バッキング・ボーカル (1998年-2002年)
- スコット・ロッケンフィールド (Scott Rockenfield) - ドラム、パーカッション、キーボード、オーケストレーション (1982年-2017年)
- パーカー・ラングレン (Parker Lundgren) - ギター、バッキング・ボーカル (2008年-2021年)

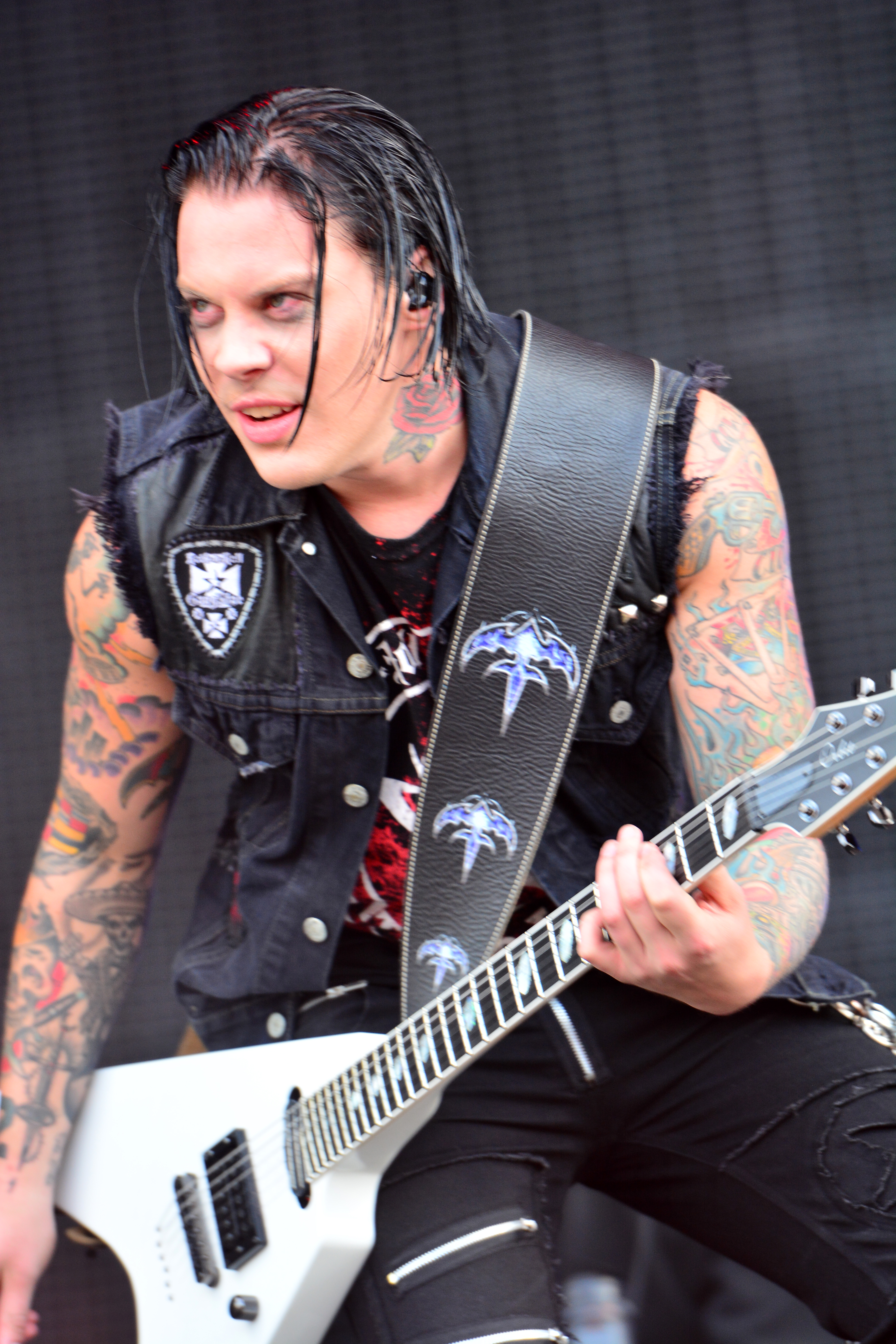
パーカー・ラングレン(G) 2015年

## 日本公演
- 1984年 8月4・5日 日本青年館、7日 大阪毎日ホール
- 1989年 5月4・5・6日 東京厚生年金会館、7日 日本青年館、8日 大阪厚生年金会館
- 1991年 1月29日 NHKホール、2月1日 フェスティバルホール、2月3・4日 NHKホール、2月6日 横浜文化体育館
- 1995年 3月16日 東京厚生年金会館、17日 大阪厚生年金会館、18日 福岡サンパレス、20日 中野サンプラザ、22日 仙台いずみホール、23日 川崎クラブチッタ、24日 五反田簡易保険ホール
- 2007年 5月31日・6月1日 東京厚生年金会館、3日 Zepp Nagoya、5日 NHK大阪ホール
- 2009年 8月22日 渋谷O-EAST、23日 赤坂BLITZ、24日 大阪BIGCAT
- 2016年 10月8日 LOUD PARK16 さいたまスーパーアリーナ

## ディスコグラフィ

### スタジオ・アルバム
| タイトル                                                    | リリース年 | レーベル               | チャート最高位 | チャート最高位 | チャート最高位 | チャート最高位 | 認定                                        |
| タイトル                                                    | リリース年 | レーベル               | US             | UK             | JPN            | GER            | 認定                                        |
| ----------------------------------------------------------- | ---------- | ---------------------- | -------------- | -------------- | -------------- | -------------- | ------------------------------------------- |
| ザ・ウォーニング (警告) The Warning                         | 1984       | EMI                    | 61             | 100            | -              | -              | RIAA: Gold                                  |
| 炎の伝説 Rage for Order                                     | 1986       | EMI                    | 47             | 66             | -              | 58             | RIAA: Gold                                  |
| オペレーション：マインドクライム Operation: Mindcrime       | 1988       | EMI                    | 50             | 58             | 64             | 40             | RIAA: Platinum                              |
| エンパイア Empire                                           | 1990       | EMI                    | 7              | 13             | 18             | 22             | RIAA: 3×Platinum, BPI: Silver, MC: Platinum |
| 約束の地 - プロミスト・ランド - Promised Land               | 1994       | EMI                    | 3              | 13             | 16             | 10             | RIAA: Platinum, MC: Gold                    |
| ヒア・イン・ザ・ナウ・フロンティア Hear in the Now Frontier | 1997       | EMI                    | 19             | 46             | 60             | 19             | US: +333,000                                |
| Q2K                                                         | 1999       | アトランティック       | 46             | -              | 65             | 21             | US: +150,000                                |
| トライブ Tribe                                              | 2003       | サンクチュアリ         | 56             | 193            | 245            | 52             | US: +75,000                                 |
| オペレーション：マインドクライムII Operation: Mindcrime II  | 2006       | ライノ                 | 14             | 107            | 27             | 51             |                                             |
| テイク・カヴァー Take Cover                                 | 2007       | ライノ                 | 173            | -              | -              | -              |                                             |
| アメリカン・ソルジャー American Soldier                     | 2009       | ライノ                 | 25             | 149            | 39             | 65             |                                             |
| デディケイティッド・トゥー・ケイオス Dedicated to Chaos     | 2011       | ロードランナー         | 70             | -              | 167            | 62             | US: +20,000                                 |
| クイーンズライク Queensrÿche                                | 2013       | センチュリー・メディア | 23             | 154            | 163            | 47             | US: 42,000                                  |
| コンディション・ヒューマン Condition Hüman                  | 2015       | センチュリー・メディア | 27             | 77             | -              | 26             |                                             |
| 評決 The Verdict                                            | 2019       | センチュリー・メディア | 16             | -              | 107            | 6              |                                             |

### EP
| タイトル                     | リリース年 | レーベル         | チャート最高位 | 認定       |
| タイトル                     | リリース年 | レーベル         | US             | 認定       |
| ---------------------------- | ---------- | ---------------- | -------------- | ---------- |
| クイーンズライチ Queensrÿche | 1983       | 206 Records、EMI | 81             | RIAA: Gold |

### ライブ・アルバム
- 『オペレーション・ライヴクライム』 - Operation: Livecrime (1991年) 全米38位
- 『ライヴ・エヴォリューション』 - Live Evolution (2001年) 全米143位
- The Art of Live (2004年)
- Extended Versions (2007年)
- 『オペレーション：マインドクライムI&II - コンプリート・ライヴ』 - Mindcrime at the Moore (2007年)

### コンピレーション・アルバム
- Evolution Calling (1990年)
- 『グレイテスト・ヒッツ』 - Greatest Hits (2000年) 全米149位
- Classic Masters (2003年)
- Revolution Calling (2003年)
- Sign of the Times: The Best of Queensrÿche (2007年)
- The Collection (2008年)
- 10 Great Songs (2011年)

### ライブ・ビデオ
- 『ライヴ・イン・トーキョー』 - Live in Tokyo VHS (1985年)
- 『マインドクライム』 - Video: Mindcrime VHS/DVD (1989年)
- 『オペレーション・ライヴクライム』 - Operation: Livecrime VHS/DVD (1991年)
- 『ビルディング・エンパイアーズ』 - Building Empires VHS/DVD (1992年)
- 『ライヴ・エヴォリューション』 - Live Evolution VHS/DVD (2001年)
- 『ジ・アート・オブ・ライヴ』 - The Art of Live DVD (2004年)
- 『オペレーション：マインドクライムI&II - コンプリート・ライヴ』 - Mindcrime at the Moore DVD/Blu-ray (2007年) 全米10位